# Джон Ґранвілл, 1-й граф Бат
 
Джон Ґранвілл, 1-й граф Бат PC (29 серпня 1628 — 22 серпня 1701)  — англійський землевласник, який служив у роялістській армії під час Першої громадянської війни в Англії та був нагороджений за свої заслуги після реставрації Стюартів 1660 року титулом та різні призначення.

## Особиста інформація
Джон народився 29 серпня 1628 року в Кілкемптоні в Корнволлі, третім сином сера Бевіла Ґранвілла (1596–1643) і Ґрейс Смайт (померла 1647). Його тітка Елізабет Смайт була матір'ю Джорджа Монка, який зіграв провідну роль у реставрації Стюартів 1660 року, і саме цей зв'язок пізніше призвів до того, що Ґранвілла було зведено в ранг перства як графа Бат.
Джон Ґранвілл — один із тринадцятьох дітей, двоє старших братів якого передчасно померли, зробивши його спадкоємцем значних маєтків свого батька, коли сер Бевіл був убитий у битві при Ленсдауні в 1643 році.

## Кар'єра

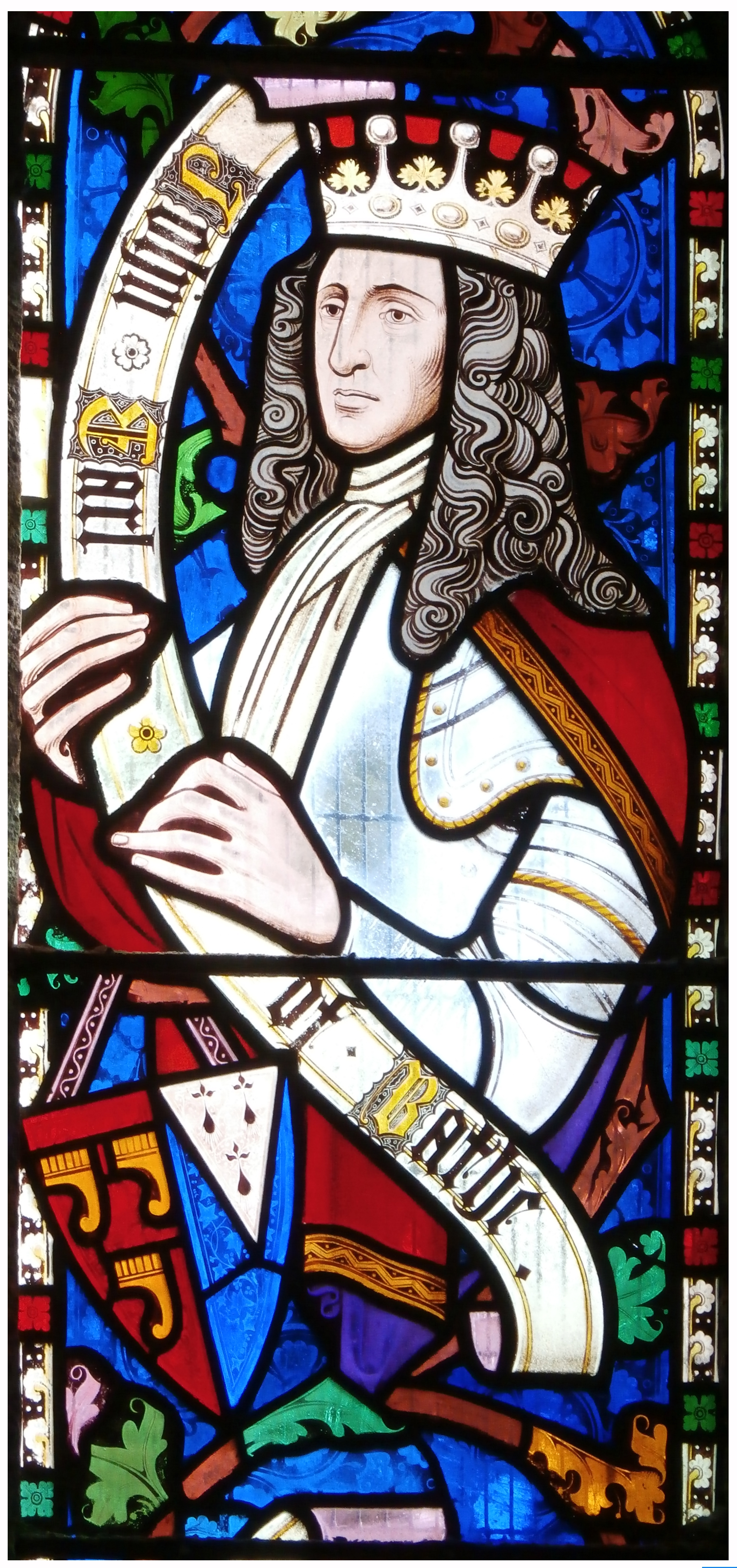
Джон Ґранвілл, 1-й граф Бат (1628–1701), деталь одного з двох великих вітражів, що зображують генеалогію родини Ґранвіллів, у каплиці Ґранвілл, церква Святого Якова Великого, Кілкемптон, Корнволл, зведена спільно його нащадками у 1860 році

Під час Війн трьох королівств 1638–1651 років Ґранвілл воював у полку, створеному його батьком для Карла I (1625–1649). Після штурму Брістоля в 1643 році отримав титул лицаря, він був призначений джентльменом спальні майбутнього Карла II і супроводжував його у вигнанні. Коли в 1648 році почалася Друга громадянська війна в Англії, Чарльз призначив його губернатором островів Сіллі, які повстали проти свого парламентського гарнізону. Будучи базою для роялістських каперів, які атакували англійські та голландські судна на Західних підходах, це було життєво важливе джерело фінансування для двору у вигнанні; у травні 1651 року парламентські війська під керівництвом Роберта Блейка повернули острови, а Ґранвілл потрапив у полон.
Після звільнення Ґранвілл залишився в Англії і продовжував брати активну участь у змовах роялістів. У 1660 році він був посередником у переговорах між Чарльзом і його далеким родичем Джорджем Монком, які призвели до Реставрації. На його розчарування, герцогство Альбемарле дісталося Монку, якого Карл також нагородив величезною на той час пенсією у розмірі 7000 фунтів стерлінгів на рік. Натомість у 1661 році він отримав звання барона Ґранвілла, віконта Ґранвілла та графа Бата, а в 1663 році — таємного радника.
У 1665 році його призначили лордом-лейтенантом Ірландії, хоча він ніколи туди не їздив і витратив значні суми часу та грошей на відбудову сімейного будинку Стов-Гауз у Корнволлі. Викликавши широке захоплення, він був демонтований у 1739 році, хоча багато його декоративних елементів, включаючи цілі кімнати, можна побачити в Ратуші в Саут-Молтоні, Девон. Альбемарл також розширив свій власний родовий центр Потерідж, приблизно в 18 милях на схід; незавершений після його смерті, він був сильно пошкоджений пожежею та знесений у 1734 році.
Ґранвілл підписав Кілька декларацій Компанії королівських авантюристів Англії, що торгують в Африці, документ, опублікований у 1667 році, який призвів до створення Королівської африканської компанії. Припускають, що на це вплинув той факт, що Ґранвілл був близьким другом лідера Королівської африканської компанії, герцога Йоркського (і майбутнього короля Якова II), який був братом Карла II.
При Якові II Ґранвілл служив полковником полку графа Бата, пізніше 10-го піхотного полку, спочатку під час Монмутського повстання в червні 1685 року, а потім знову в 1688 році. Під час Славетної революції в листопаді 1688 року він командував ключовими портами Ексетер і Плімут, але 18 листопада перейшов на бік Вільяма III Оранського.
Він був нагороджений тим, що став лордом-лейтенантом Девону, але знову не зміг отримати титул Альбемарла, а судовий спір щодо маєтку Альбемарла ледь не збанкрутував його. Через два тижні після його смерті в серпні 1701 року його син Чарльз застрелився, ймовірно, пригнічений боргами, які він успадкував.

## Шлюб і потомство

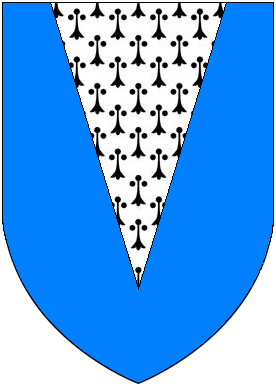
Герб Виш: Лазурний, горностай у Кілкемптоні

У жовтні 1652 року в Кілкемптоні Джон Ґранвілл одружився з Джейн Виш, донькою сера Пітера Виша, англійського посла в Османській імперії. Від дружини мав п'ятеро дітей:

### Сини
- Чарльз Ґранвілл, 2-й граф Бат (1661-1701), старший син і спадкоємець. Помер від вогнепального поранення під час підготовки до похорону батька, ймовірно, покінчив життя самогубством. Він був двічі одружений, спочатку з леді Мартою Осборн, дочкою Томаса Осборна, 1-го герцога Лідського (пом. 11 вересня 1689 р., у віці 25 років), а вдруге, 10 березня 1691 р., з Ізабеллою ван Нассау (нар. 20 квітня 1668 р. пом. при пологах 30 січня 1692 року в Лондоні), сестра Генрі Нассау д'Оверкерке, 1-го графа Ґрантама. Він не мав дітей від першої дружини, але від другої дружини у нього був син:
  - Вільям Генрі Ґранвілл, 3-й граф Бат (30 січня 1692 – 1711), який помер від віспи у віці 19 років без потомства, після чого графство вимерло.
- Джон Ґранвілл, 1-й барон Ґранвілл Потерідж (1665–1707). Потерідж у Девоні був стародавньою резиденцією родини Монків, де двоюрідний брат 1-го графа Бата, близький друг і співучасник Реставрації монархії Джордж Монк, 1-й герцог Альбемарль (1608–1670) побудував величний особняк. Це було встановлено на 1-го графа Бата бездітним сином герцога Крістофером Монком, 2-м герцогом Альбемарльським (1653–1688),[18] і зрештою передано родині Левесон-Ґовер (див. нижче).

### Дочки
- Леді Джейн Ґранвілл (пом. 27 лютого 1696), дружина сера Вільяма Левесона-Ґовера, 4-го баронета, і мати Джона Левесона-Ґовера, 1-го барона Ґовера. Нащадки цього шлюбу були співспадкоємцями 3-го графа Бата. Її правнуком був  Ґранвілл Левесон-Ґовер, 1-й маркіз Стаффорд (1721–1803), одним із молодших синів якого був Ґранвілл Левесон-Ґовер, 1-й граф Ґранвілл (1773–1846).
- Леді Кетрін Ґранвілл, дружина Крейвена Пейтона, члена парламенту від Боробріджа 1705–1713. Без потомства.

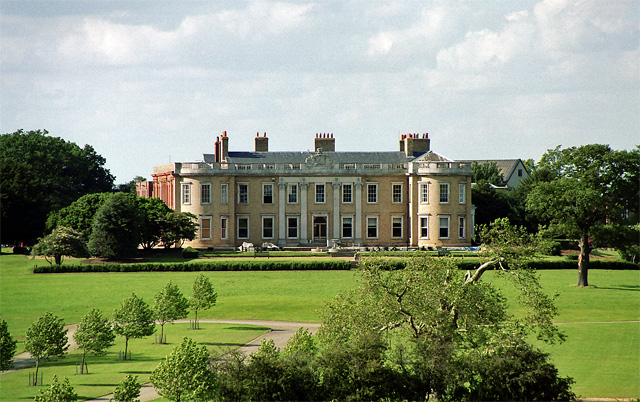
Гейнс-Парк, Бедфордшир, будинок баронів Картерет, нащадків леді Ґрейс Ґранвілл. У 1908 році тут ще містилася колекція портретів сім'ї Ґранвілл.

- Леді Ґрейс Ґранвілл, суо jure 1-ша графиня Ґранвілл (3 вересня 1654 — 18 жовтня 1744), дружина Джорджа Картерета, 1-го барона Картерета з Гейнс-Парка, Бедфордшир, і мати Джона Картерета, 2-го барона Картерета, 2-го графа Ґранвілла. Нащадки цього шлюбу, барони Картерет, графи Ґранвілл і маркізи Бат (Тінн), були співспадкоємцями 3-го графа Бата.

## Смерть
Він помер у Лондоні в 1701 році, за тиждень до свого 73-річчя. 

## Герби

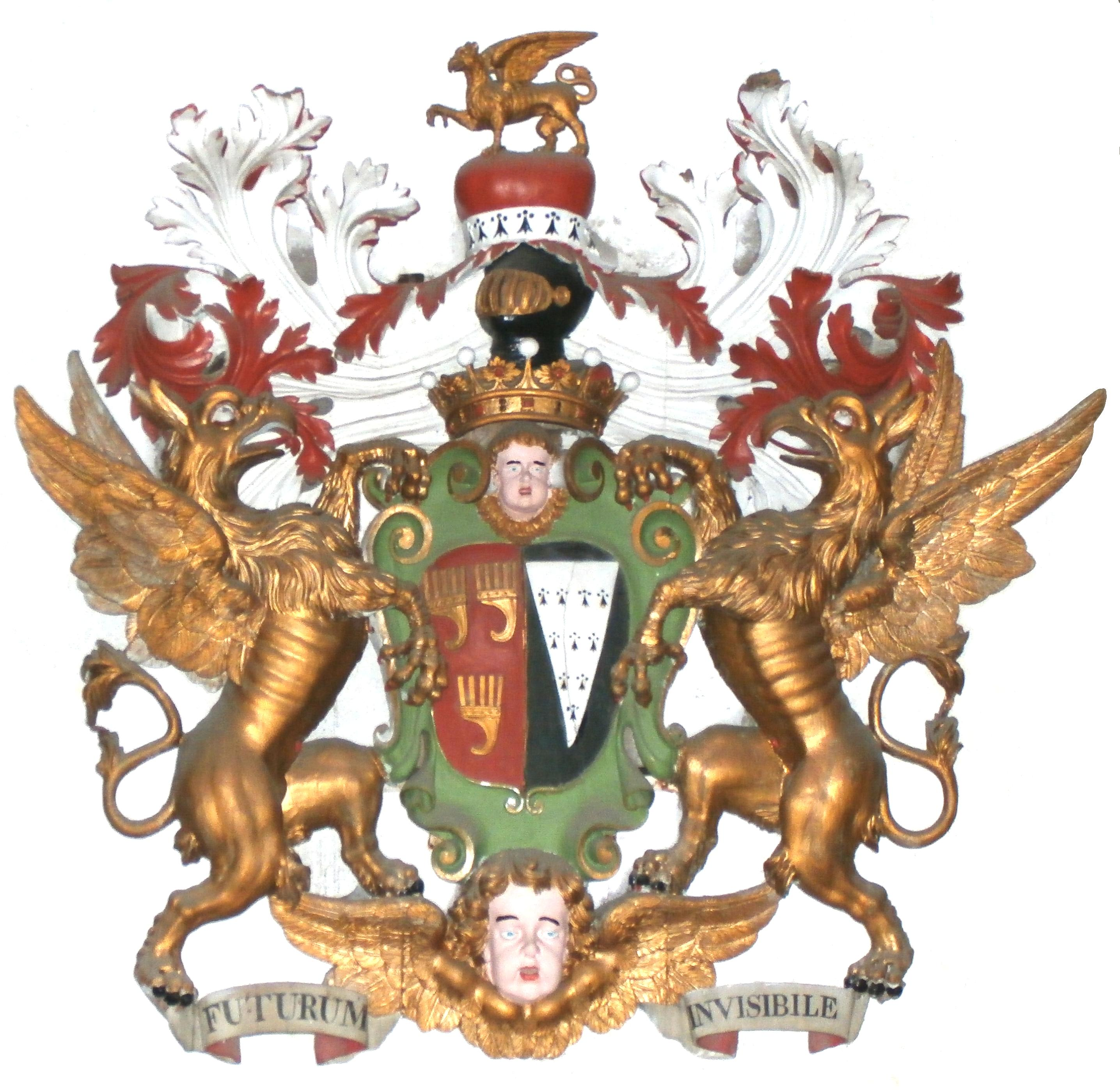
Геральдичне досягнення Джона Ґранвілла, 1-го графа Бата (1628–1701), південна стіна каплиці Ґранвілл, церква Святого Якова Великого, Кілкемптон, Корнволл. Герби — це Gules, три кларіони або (Grenville), що пронизує Azure, горностай (Wyche). Латинський девіз на сувої внизу — Futurum invisibile («Майбутнє невидиме»).

Герби родини Ґранвілл / Ґренвілл з Ґламорґана, Девона і Корнволла мають певну форму, але невизначений щит герба. Заряди виступають у вигляді музичних труб духового інструменту, схожих на флейти Пана. Авторитетні джерела з геральдики припускають, що заряди є різними «кларіонами» (використовувався Гіллімом (пом. 1621)), найбільш звичайним гербом, який, однак, зазвичай визначається як форма труби; «rests» — інший поширений герб, що позначає опори для списів, якими нібито користувався верховий лицар; також зустрічається термін «organ-rests», який, здавалося б, безглуздий (Gibbon (1682)). Інші терміни: «клавіцимбал», «кларикорд» і «суфлю» (використаний Лі у своїй Збройовій палаті 1562 року та Босвеллом 1572 року), останній означає пристрій для вдування (франц. souffler) повітря в орган. Ґіллім припустив, що заряд може бути кермом , але в цьому випадку він показаний догори ногами порівняно з тим зарядом, який використовувався, наприклад, на могилі в Каллінґтоні Роберта Вілловбі, 1-го барона Вілловбі де Брока. Безсумнівно, у латунях на нагрудній могилі сера Джона Бассетта (пом. 1529) у церкві Атерінгтон, Девон, заряди вигравірувані у формі трубок із вентиляційними отворами або язичками, які використовуються в справжніх органних трубах.